# Panamerikameisterschaft 1979 (Badminton)
Die Panamerikameisterschaft 1979 im Badminton war die dritte Auflage dieser kontinentalen Titelkämpfe. Sie wurde im April 1979 in Mexiko-Stadt ausgetragen. Im Finale des Herrendoppels gewannen Jamie McKee und Pat Tryon gegen Mike Walker und Bob Gilmore mit 15:2 und 15:8.

## Medaillengewinner
| Disziplin         | Gold                            | Silber                        | Bronze                         |
| ----------------- | ------------------------------- | ----------------------------- | ------------------------------ |
| Herreneinzel      | Ricardo Jaramillo               | Jamie McKee                   | Gary Higgins                   |
| Herreneinzel      | Ricardo Jaramillo               | Jamie McKee                   | Paul Johnson                   |
| Dameneinzel       | Johanne Falardeau               | Jane Youngberg                | Denyse Julien                  |
| Dameneinzel       | Johanne Falardeau               | Jane Youngberg                | Mary Thelf                     |
| Herrendoppel      | Jamie McKee Pat Tryon           | Bob Gilmore Mike Walker       | David deBelle Paul Johnson     |
| Herrendoppel      | Jamie McKee Pat Tryon           | Bob Gilmore Mike Walker       | John Britton Gary Higgins      |
| Damendoppel       | Claire Sharpe Johanne Falardeau | Cheryl Carton Vicky Toutz     | Monica Narcowicz Mary Thelf    |
| Damendoppel       | Claire Sharpe Johanne Falardeau | Cheryl Carton Vicky Toutz     | Denyse Julien Sandra Skillings |
| Mixed             | Paul Johnson Claire Sharpe      | Jamie McKee Johanne Falardeau | Mike Walker Monica Narcowicz   |
| Mixed             | Paul Johnson Claire Sharpe      | Jamie McKee Johanne Falardeau | John Britton Cheryl Carton     |
| Team (Devlin Cup) | Kanada                          | Vereinigte Staaten            | -                              |

## Teams

### Auslosung
|  | Halbfinale | Halbfinale         | Halbfinale |  |  | Finale | Finale             | Finale |
|  |            |                    |            |  |  |        |                    |        |
|  |            |                    |            |  |  |        |                    |        |
|  |            | Vereinigte Staaten | 5          |  |  |        |                    |        |
|  |            | Mexiko             | 0          |  |  |        |                    |        |
|  |            |                    |            |  |  |        | Vereinigte Staaten | 1      |
|  |            |                    |            |  |  |        | Kanada             | 4      |
|  |            | bye                |            |  |  |        |                    |        |
|  |            | Kanada             |            |  |  |        |                    |        |
|  |            |                    |            |  |  |        |                    |        |